# Hyllus (genre)
Pour l’article homonyme, voir Hyllus.
Genre
Synonymes
- Deineresus White, 1846
- Parevophrys Petrunkevitch, 1942

Hyllus est un genre d'araignées aranéomorphes de la famille des Salticidae.

## Distribution
Les espèces de ce genre se rencontrent en Afrique, dans le Sud de l'Asie et en Australie.

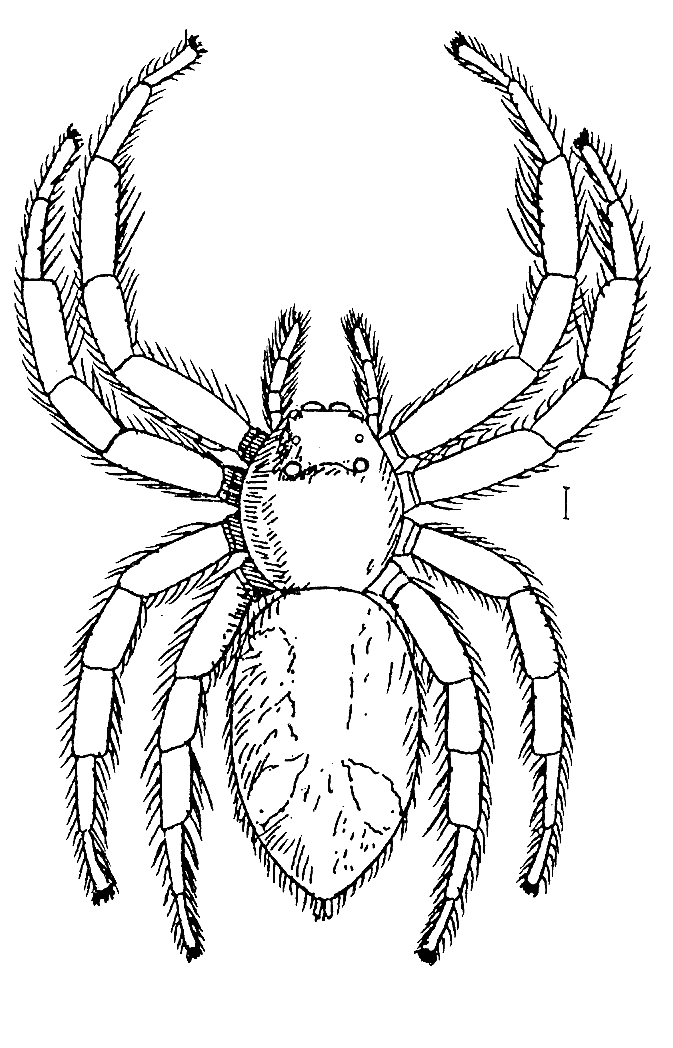
Hyllus giganteus ♂

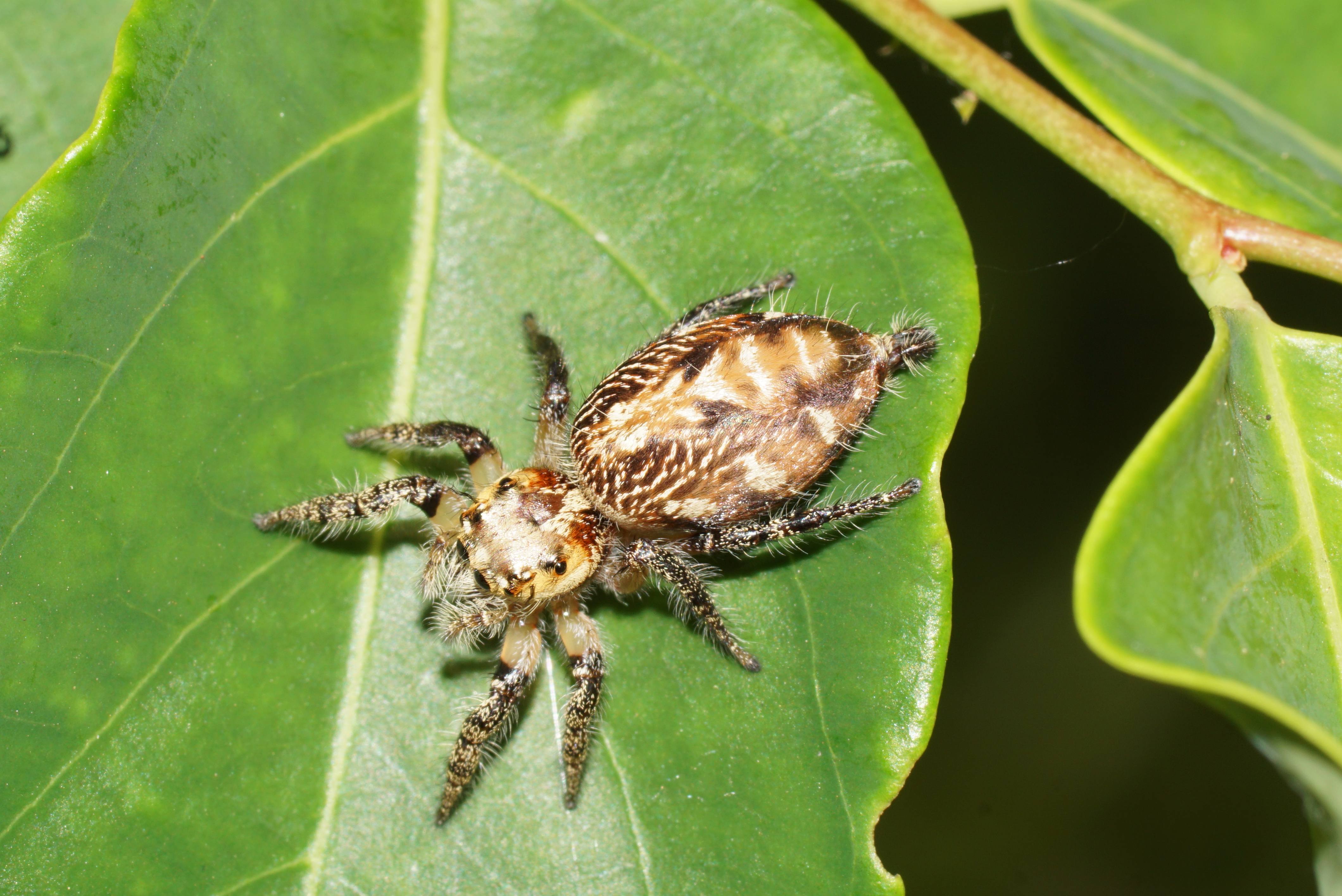
Hyllus semicupreus

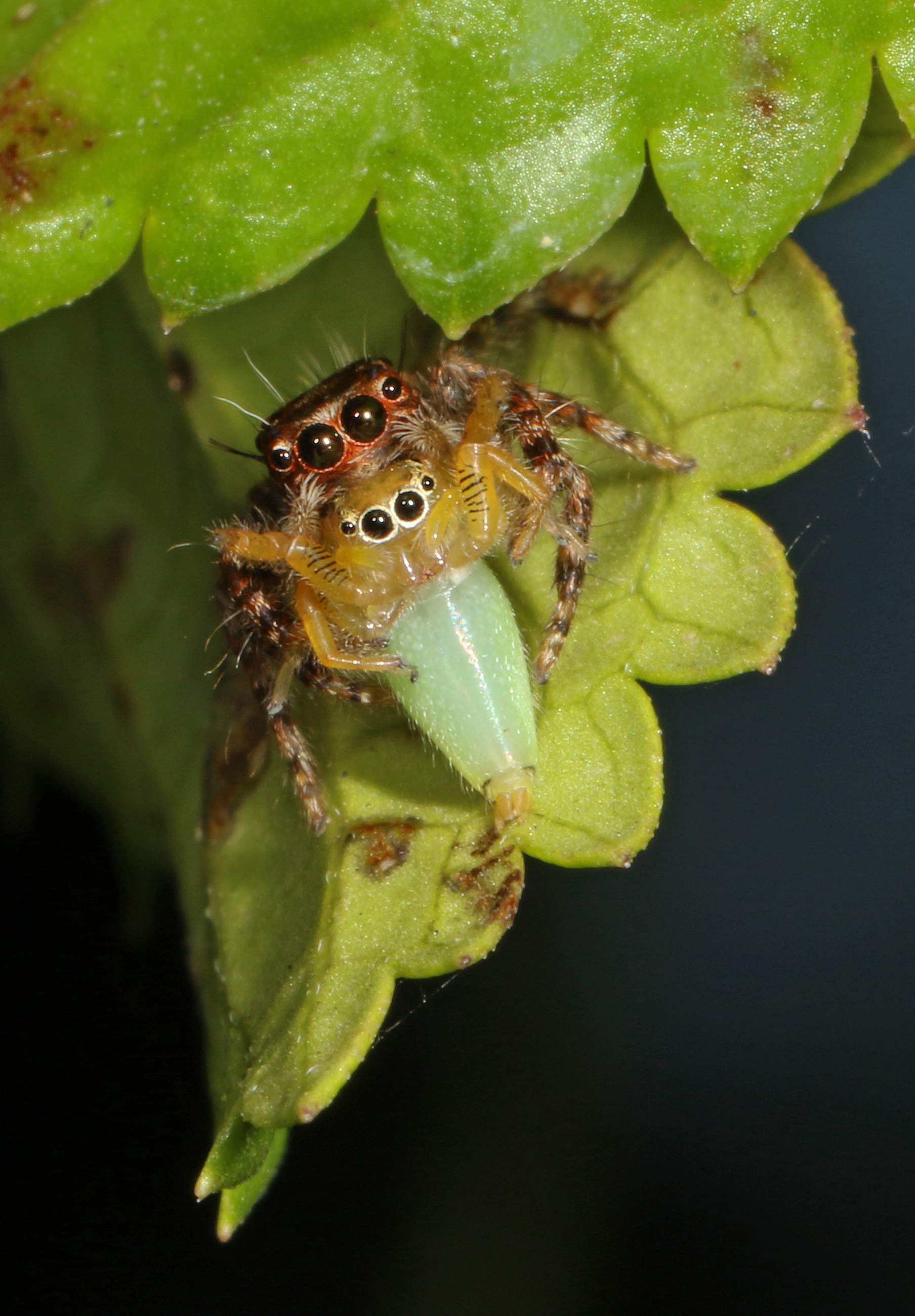
Hyllus treleaveni

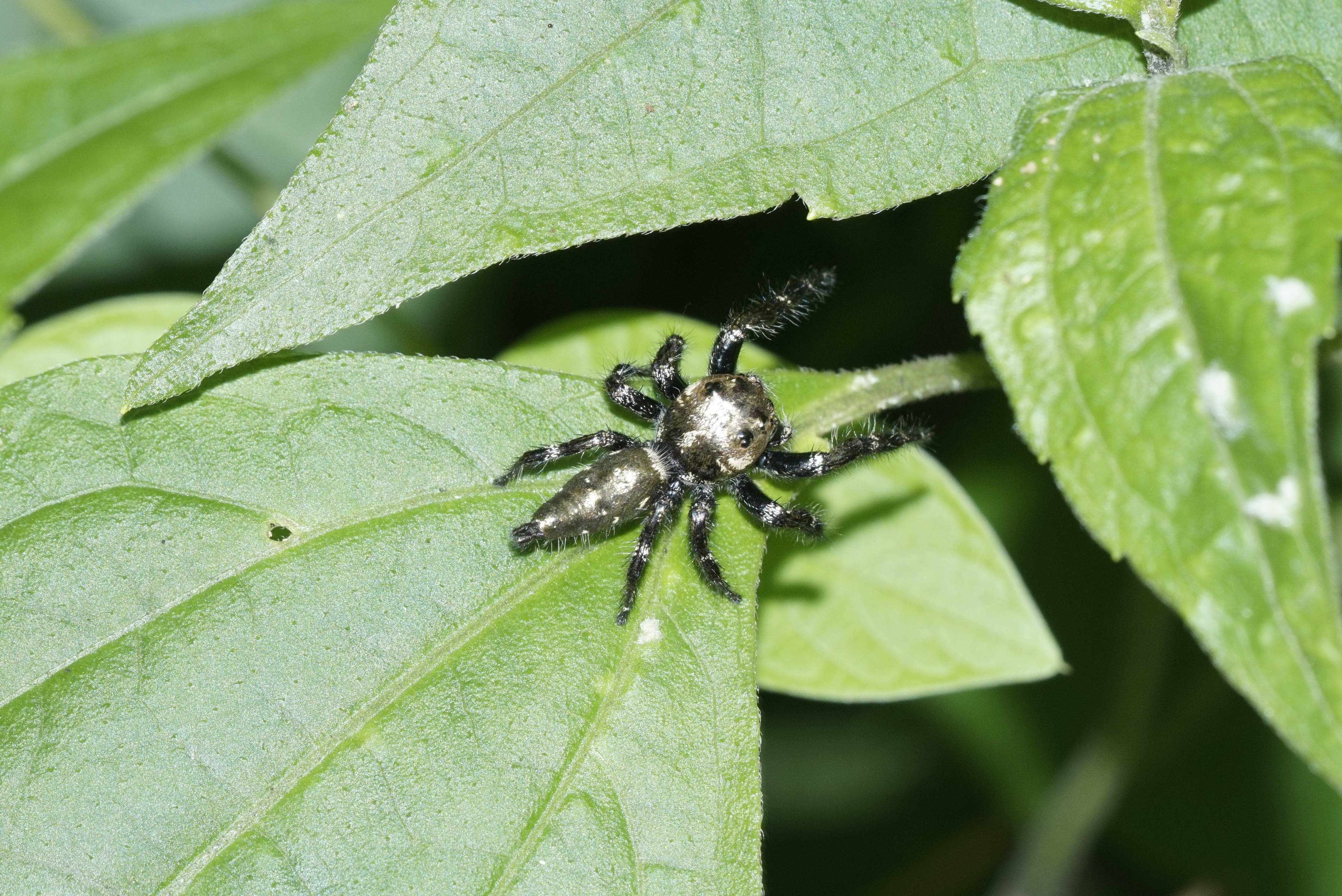
Hyllus

## Liste des espèces
Selon World Spider Catalog (version 26, 04/07/2025) :
- Hyllus acutus (Blackwall, 1877)
- Hyllus aegyptiacus (Denis, 1947)
- Hyllus africanus Lessert, 1927
- Hyllus albofasciatus Thorell, 1899
- Hyllus albomarginatus (Lenz, 1886)
- Hyllus albooculatus (Vinson, 1863)
- Hyllus alboplagiatus Thorell, 1899
- Hyllus angustivulvus Caporiacco, 1940
- Hyllus argyrotoxus Simon, 1902
- Hyllus atroniveus Caporiacco, 1940
- Hyllus aubryi (Lucas, 1858)
- Hyllus bifasciatus Ono, 1993
- Hyllus bisulcus Haddad, Wiśniewski & Wesołowska, 2024
- Hyllus bos (Sundevall, 1833)
- Hyllus brevitarsis Simon, 1902
- Hyllus congoensis Lessert, 1927
- Hyllus cornutus (Blackwall, 1866)
- Hyllus decellei Wanless & Clark, 1975
- Hyllus decoratus Thorell, 1887
- Hyllus deyrollei (Lucas, 1858)
- Hyllus diardi (Walckenaer, 1837)
- Hyllus dotatus (G. W. Peckham & E. G. Peckham, 1903)
- Hyllus duplicidentatus Caporiacco, 1941
- Hyllus flavescens Simon, 1902
- Hyllus formosus Wiśniewski & Wesołowska, 2024
- Hyllus ghanensis Wawer & Wesołowska, 2025
- Hyllus giganteus C. L. Koch, 1846
- Hyllus grandis (Wesołowska & Russell-Smith, 2011)
- Hyllus gulosus (Simon, 1877)
- Hyllus holochalceus Simon, 1909
- Hyllus interrogationis (Strand, 1907)
- Hyllus jallae Pavesi, 1897
- Hyllus juanensis Strand, 1907
- Hyllus keratodes (van Hasselt, 1882)
- Hyllus leucomelas (Lucas, 1858)
- Hyllus longiusculus (Thorell, 1899)
- Hyllus lwoffi Berland & Millot, 1941
- Hyllus madagascariensis (Vinson, 1863)
- Hyllus minahassae Merian, 1911
- Hyllus mniszechi (Lucas, 1858)
- Hyllus multiaculeatus Caporiacco, 1949
- Hyllus nebulosus G. W. Peckham & E. G. Peckham, 1907
- Hyllus nigeriensis (Wesołowska & Edwards, 2012)
- Hyllus nummularis (Gerstaecker, 1873)
- Hyllus ornatus Haddad, Wiśniewski & Wesołowska, 2024
- Hyllus peckhamorum Berland & Millot, 1941
- Hyllus plexippoides Simon, 1906
- Hyllus pudicus Thorell, 1895
- Hyllus pulcherrimus G. W. Peckham & E. G. Peckham, 1907
- Hyllus qishuoi Xiong, Liu & Zhang, 2017
- Hyllus ramadanii Wesołowska & Russell-Smith, 2000
- Hyllus remotus Wesołowska & Russell-Smith, 2011
- Hyllus robinsoni Hogg, 1919
- Hyllus rotundithorax Wesołowska & Russell-Smith, 2000
- Hyllus sansibaricus Roewer, 1951
- Hyllus semicupreus (Simon, 1885)
- Hyllus senegalensis (C. L. Koch, 1846)
- Hyllus shanhonghani Lin & Li, 2022
- Hyllus simplex Haddad, Wiśniewski & Wesołowska, 2024
- Hyllus solus Wesołowska & Russell-Smith, 2022
- Hyllus stigmatias (L. Koch, 1875)
- Hyllus suillus Thorell, 1899
- Hyllus taysonensis Hoang, 2025
- Hyllus tetensis Haddad, Wiśniewski & Wesołowska, 2024
- Hyllus thoracicus (Thorell, 1899)
- Hyllus tirapensis (B. Biswas & K. Biswas, 2006)
- Hyllus treleaveni G. W. Peckham & E. G. Peckham, 1902
- Hyllus tuberculatus Wanless & Clark, 1975
- Hyllus unicolor Wesołowska & Russell-Smith, 2022
- Hyllus viduatus Caporiacco, 1940
- Hyllus vietnamensis Hoang, 2025
- Hyllus vinsoni (G. W. Peckham & E. G. Peckham, 1885)
- Hyllus walckenaeri (White, 1846)
- Hyllus zabkai Hoang, 2025

Selon World Spider Catalog (version 23.5, 2023) :
- † Hyllus succini (Petrunkevitch, 1942)

## Systématique et taxinomie
Ce genre a été décrit par C. L. Koch en 1846.
Deineresus a été placé en synonymie par Simon en 1903.
Parevophrys a été placé en synonymie par Wesołowska en 2008.

## Publication originale
- C. L. Koch, 1846 : Die Arachniden. Nürnberg, vol. 13, p. 1-234 (texte intégral).